# Vojislav Radić
Vojislav Radić, srbski in jugoslovanski general, * 4. avgust 1902, † 13. julij 1971.

## Življenjepis
Leta 1940 je postal član KPJ in naslednje leto se je pridružil NOVJ. Med vojno je bil poveljnik bataljona, obveščevalni častnik 1. proletarske brigade, poveljnik Tankovskega bataljona 1. proletarske brigade, poveljnik 1. tankovske brigade, poveljnik 2. tankovske brigade,...
Po vojni je bil direktor podjetja Crvena zastava.